# Oskar de la Camp
Oskar de la Camp (* 10. Juni 1871 in Hamburg; † 17. August 1925 in Freiburg im Breisgau) war ein deutscher Internist.

## Leben
Oskar de la Camp wuchs als Sohn des Hamburger Kaufmanns Theodor de la Camp und dessen zweiter Ehefrau Henriette Dorothea Amanda geb. Buhrow (1838–1911) in Hamburg auf. Zu Ostern 1898 legte er dort das Abitur am  Wilhelm-Gymnasium ab. Anschließend studierte Oskar de la Camp an der Kaiser-Wilhelms-Universität Straßburg und der Georg-August-Universität Göttingen Medizin. 1890 wurde er Mitglied des Corps Saxonia Göttingen. Er wechselte an die Julius-Maximilians-Universität Würzburg und die Universität Leipzig. 1895 wurde er in Leipzig zum Dr. med. promoviert. Es folgte bis 1897 die Assistenzzeit am Eppendorfer Krankenhaus. Danach habilitierte er sich 1902 als Assistent in der 2. Medizinischen Universitätsklinik Berlin für Innere Medizin.
Dem folgte 1906 die a.o. Professur an der Friedrich-Alexander-Universität Erlangen. 1907 wurde er o. Professor und Direktor des Erlanger Poliklinischen und  Pharmakologischen Instituts und Direktor der Kinderklinik. Im selben Jahr wechselte er nach Freiburg als Chef der Freiburger Poliklinik und Pädiatrie. Dem folgte 1909 die Position des Dekans der medizinischen Fakultät und Lehrstuhlinhaber für die Innere Medizin. Nachdem er 1910 auch Gründungsmitglied der Medizinischen Gesellschaft Freiburg gewesen war, hielt er auf der Gründungsfeier am 17. Januar 1911 den Vortrag „Physik und innere Medizin“. 1921/22 war er Rektor der Universität Freiburg. Seine Schwerpunkte waren physikalische Untersuchungsmethoden, Röntgendiagnostik und -therapie, Strahlenerkrankungen, Tuberkulose und Untersuchung angeborener Herzfehler.
Geheiratet hatte er am 14. März 1901 in Hamburg Anna Pauline Marie Cropp (1875–1947). Ihre Tochter Oda war verheiratet mit Heinrich Bürkle de la Camp.

## Schriften
- Das Übungsbedürfnis des menschlichen Herzens, Freiburg im Breisgau, Speyer & Kaerner, 1921